# Wembley or Bust
Wembley or Bust es un álbum en directo del grupo británico Jeff Lynne's ELO, publicado por la compañía discográfica Sony Music el 17 de noviembre de 2017. El álbum recoge el concierto ofrecido por Jeff Lynne en el Wembley Stadium de Londres el 24 de junio de 2017 con motivo de la gira promocional de Alone in the Universe, el primer disco del grupo en catorce años.

## Lista de canciones
| Disco uno |                               |          |  |
| N.º       | Título                        | Duración |  |
| 1.        | «Standin' in the Rain»        | 4:11     |  |
| 2.        | «Evil Woman»                  | 4:36     |  |
| 3.        | «All Over the World»          | 4:01     |  |
| 4.        | «Showdown»                    | 4:15     |  |
| 5.        | «Livin' Thing»                | 4:10     |  |
| 6.        | «Do Ya»                       | 4:13     |  |
| 7.        | «When I Was a Boy»            | 3:29     |  |
| 8.        | «Handle With Care»            | 3:46     |  |
| 9.        | «Last Train to London»        | 4:24     |  |
| 10.       | «Xanadu»                      | 3:23     |  |
| 11.       | «Rockaria!»                   | 3:21     |  |
| 12.       | «Can't Get It Out of My Head» | 4:46     |  |

| Disco dos |                       |          |  |
| N.º       | Título                | Duración |  |
| 1.        | «10538 Overture»      | 4:49     |  |
| 2.        | «Twilight»            | 4:45     |  |
| 3.        | «Ma-Ma-Ma Belle»      | 4:07     |  |
| 4.        | «Shine a Little Love» | 3:54     |  |
| 5.        | «Wild West Hero»      | 4:10     |  |
| 6.        | «Sweet Talkin' Woman» | 3:44     |  |
| 7.        | «Telephone Line»      | 4:56     |  |
| 8.        | «Turn to Stone»       | 4:01     |  |
| 9.        | «Don't Bring Me Down» | 4:15     |  |
| 10.       | «Mr. Blue Sky»        | 5:11     |  |
| 11.       | «Roll Over Beethoven» | 6:11     |  |